# Dendrochilum cymbiforme
Dendrochilum cymbiforme là một loài thực vật có hoa trong họ Lan. Loài này được Ames mô tả khoa học đầu tiên năm 1911.